# نيك هاربر (لاعب كرة قدم أمريكية)
نيك هاربر (بالإنجليزية: Nick Harper)‏ هو لاعب كرة قدم أمريكية أمريكي، ولد في 10 سبتمبر 1974 في ميلدغفيل في الولايات المتحدة.

## وصلات خارجية
- نيك هاربر على موقع مرجع كرة القدم المحترفة.كوم (الإنجليزية)